# Melecianismo
Os melecianos eram um grande grupo de denominações durante o Cristianismo primitivo. Eles receberam este nome por causa de Melécio de Licópolis, seu líder. 

## História
O ponto sobre o qual elas divergiram da Igreja era sobre a facilidade com que cristãos relapsos (os lapsi) eram perdoados e podiam retornar ao seio da Igreja . A seita era conhecida por melecianismo e foi citada por Epifânio de Salamina em sua grande obra, Panarion (Haer., LXVIII).
A questão meleciana foi resolvida definitivamente no Primeiro Concílio de Niceia em 325 d.C.